# なうち
なうち（10月25日 - ）は、日本の漫画家。
2022年より『コミック電撃だいおうじ』（KADOKAWA）にて、『雪解けとアガパンサス』を連載。

## 来歴
2022年4月13日からTwitterで、ほぼ毎日投稿開始。『高音さんと嵐ちゃん』は、ほぼ毎日投稿されている。同年9月27日発売の『コミック電撃だいおうじ』VOL.109から『雪解けとアガパンサス』が連載開始。
2023年、『高音さんと嵐ちゃん』と『雪解けとアガパンサス』が「次にくるマンガ大賞」（Webマンガ部門とコミック部門）にノミネートされた。『高音さんと嵐ちゃん』は同年に「WEBマンガ総選挙2023」、2024年に第7回「アニメ化してほしいマンガランキング」にもノミネートされている。

## 作品リスト

### 連載
- 雪解けとアガパンサス（『コミック電撃だいおうじ』VOL.109[2] - VOL.143[9]）

### 書籍
- 『雪解けとアガパンサス』、KADOKAWA〈電撃コミックスNEXT〉2023年 - 、既刊4巻（2025年1月27日現在）
- 『高音さんと嵐ちゃん』、KADOKAWA〈MFコミックス〉2023年 - 、既刊4巻（2025年1月23日現在）
  1. 2023年4月21日発売[10][11]、ISBN 978-4-04-682428-8
  2. 2023年11月22日発売[12]、ISBN 978-4-04-683139-2
  3. 2024年6月21日発売[13]、ISBN 978-4-04-683787-5
  4. 2025年1月23日発売[14]、ISBN 978-4-04-684431-6